# Five Man Acoustical Jam
Albums de Tesla
The Great Radio Controversy
(1989) Psychotic Supper
(1991)
Singles
1. Signs
Sortie : novembre 1990
2. Paradise
Sortie : mars 1991

Five Man Acoustical Jam est un album enregistré unplugged en public par le groupe de hard rock américain Tesla. Il a été enregistré le 2 juillet 1990 au Trocadero Theatre de Philadelphie, Pennsylvanie, États-Unis. Il sera produit et mixé par Dan McClendon aux Paradise Studios de Sacramento, Californie.

## Historique
C'est durant leur tournée de promotion de l'album The Great Radio Controversy, que Tesla commença à jouer certaines de ses chansons en mode acoustique. Notamment lors de leur passage sur le programme radio diffusé en national "Rockline", le groupe interpréta de façon acoustique quelques titres, ce qu'il fera aussi lors des Bay Aera Music Awards. Les performances du groupe firent le buzz et lorsque Tesla embarqua pour sa tournée américaine en compagnie de Mötley Crue, le groupe joua en acoustique pendant les jours de repos dans des petits clubs.
Le groupe promu ces concerts lors de passages dans les radios locales qui furent rapidement assaillis par des auditeurs qui voulaient réécouter ces chansons. Le groupe filma et enregistra pour ses archives personnelles le show qu'il donna au Trocadero Theatre de Philadelphie. Ce spectacle comprenait des chansons de leurs deux premiers albums, mais aussi des reprises acoustiques de chansons du Grateful Dead, des Beatles, des Stones, de Creedence et peut-être la plus importante, la reprise de "Signs", le tube d'un groupe canadien, le Five Man Electrical Band, paru en 1971. Cette chanson sera le single de l'album et entrera dans le top ten du Billboard Hot 100 en se classant à la 8e place.
À la fin de la tournée alors que Tesla prenait un peu de repos avant de commencer le travail sur son prochain album, il reçut un appel de Geffen Records, le label du groupe. Ce dernier demanda au groupe de sortir un album avec le matériel enregistré à Philadelphie, à la suite d'une radio de Boston qui passait le titre « Signs » fut submergée d'appel par ses auditeurs.
Le titre de l'album est bien sur un clin d'œil au groupe Five Man Electrical Band. Il atteint la 12e place du Billboard 200 et fut certifié disque de platine aux États-Unis.
Il semble que le succès de cet album lança la série des concerts acoustiques, notamment la série des MTV Unplugged.

## Les concerts acoustiques 1990
- 2 juin 1990 : Slim's, San Francisco
- 26 juin 1990: The Channel, Boston
- 27 juin 1990: The Ritz, New York
- 2 juillet 1990: Trocadero Theatre, Philadelphie (là où fut enregistré cet album)
- 5 juillet 1990: The Ritz, Detroit

## Liste des titres
| No  | Titre                                                                   | Auteur                                                                                    | Durée |
| --- | ----------------------------------------------------------------------- | ----------------------------------------------------------------------------------------- | ----- |
| 1.  | Comin'Atcha Live / Truckin' (Truckin' est une reprise du Grateful Dead) | Jeff Keith, Frank Hannon, Brian Wheat / Jerry Garcia, Bob Weir, Phil Lesh & Robert Hunter | 7:23  |
| 2.  | Heaven's Trail (No Way Out)                                             | Keith, Tommy Skeoch                                                                       | 4:41  |
| 3.  | The Way It Is                                                           | Keith, Troy Lucckretta, Skeoch, Hannon                                                    | 6:35  |
| 4.  | We Can Work It Out (reprise des Beatles)                                | John Lennon, Paul McCartney                                                               | 2:09  |
| 5.  | Signs (reprise de Five Man Electrical Band)                             | Les Emmerson                                                                              | 3:15  |
| 6.  | Gettin' Better                                                          | Keith, Hannon                                                                             | 3:30  |
| 7.  | Before My Eyes                                                          | Keith, Skeoch, Hannon, Lucckretta                                                         | 6:06  |
| 8.  | Paradise                                                                | Keith, Wheat, Hannon                                                                      | 5:49  |
| 9.  | Lodi (reprise de Creedence Clearwater Revival)                          | John Fogerty                                                                              | 2:51  |
| 10. | Mother's Little Helper (reprise des Rolling Stones)                     | Mick Jagger, Keith Richards                                                               | 3:47  |
| 11. | Modern Day Cowboy                                                       | Keith, Skeoch, Hannon                                                                     | 6:09  |
| 12. | Love Song                                                               | Keith, Hannon                                                                             | 9:54  |
| 13. | Tommy's Down Home                                                       | Skeoch                                                                                    | 2:04  |
| 14. | Down Fo' Boogie                                                         | Keith, Skeoch, Joe Ed Keith                                                               | 3:21  |

## Musiciens
- Jeff Keith: chant, tambourine
- Frank Hannon: guitare 6 cordes acoustique et électrique, harmonica Blues harp, chœurs
- Tommy Skeoch: guitare acoustique 6 et 12 cordes, chœurs
- Brian Wheat: basse Höfner, piano, chœurs
- Troy Lucckretta: batterie, percussions

## Charts et certifications

### Album
Charts
| Pays        | Durée du classement | Meilleur classement | Date             |
| ----------- | ------------------- | ------------------- | ---------------- |
| Canada      | 5 semaines          | 63e                 | 15 décembre 1990 |
| États-Unis  | 48 semaines         | 12e                 | 30 mars 1991     |
| Royaume-Uni | 1 semaine           | 59e                 | 2 mars 1991      |

Certifications
| Pays       | Certification | Ventes      | Date          |
| ---------- | ------------- | ----------- | ------------- |
| Canada     | Or            | 50 000 +    | 30 avril 1991 |
| États-Unis | Platine       | 1 000 000 + | 11 mars 1991  |

### Singles
| Single   | Chart                  | Position |
| -------- | ---------------------- | -------- |
| Signs    | Hot 100                | 8e       |
| Signs    | Mainstream Rock Tracks | 2e       |
| Signs    | RPM Top Singles        | 72e      |
| Signs    | UK Singles Chart       | 70e      |
| Paradise | Mainstream Rock Tracks | 28e      |